# L'animale irrazionale. L'uomo, la natura e i limiti della ragione
L'animale irrazionale. L'uomo, la natura e i limiti della ragione è un libro del 2001 scritto dall'etologo italiano Danilo Mainardi. Il titolo prende spunto da una precedente opera dello stesso autore dal titolo L'animale culturale (1974). Nel libro l'autore cerca di spiegare le origini e le analogie nel mondo animale della tendenza umana all'irrazionalità e a credere in Dio e nel soprannaturale.
Il saggio è di carattere divulgativo (come dichiarato dallo stesso autore nel libro, i termini più propriamente tecnici sono stati volutamente evitati così come sono assenti riferimenti bibliografici puntuali). Cionondimeno, l'autore arriva a delle conclusioni ampiamente condivisibili, tanto da poter caratterizzare l'opera come un vero e proprio saggio scientifico.

## Contenuto
Lo scopo del libro è ben sintetizzato nei titoli del primo (L'etologia può spiegarci perché crediamo?) e dell'ultimo capitolo, i quali si differenziano per la sola presenza del punto interrogativo. Attraverso vari esempi e l'utilizzo di alcune tecniche proprie della zoologia e dell'etologia, l'autore si prefigge lo scopo di indagare le funzioni dell'irrazionalità e della religiosità umana per la sopravvivenza e il benessere dell'uomo.
Sebbene l'uomo abbia notevoli facoltà intellettive nonché una trasmissione e un bagaglio culturale immensamente più sviluppati rispetto agli altri animali, è possibile rintracciare anche negli animali dei comportamenti alquanto "irrazionali". Per fare ciò, l'autore utilizza i metodi dell'anatomia comparata, nonché i metodi dell'analogia e dell'omologia. L'analogia consiste sostanzialmente nello studio di funzioni o comportamenti simili tra specie e razze diverse imparentate da un punto di vista evoluzionistico, mentre l'omologia consiste nello studio di funzioni o comportamenti simili tra razze o specie di animali non direttamente imparentate ma che hanno sviluppato una strategia comune per la risoluzione di un determinato problema sotto la spinta di pressioni evoluzionistiche comuni.
Nei vari capitoli, l'autore passa in rassegna tutti quei comportamenti animali che sarebbero alla base della nostra tendenza a credere nell'irrazionale e a fidarci di ciò che ci viene detto. In particolare, l'autore analizza casi in cui gli animali manifesterebbero coscienza di sé e degli altri membri del branco. Motore dell'irrazionalità nell'uomo sarebbe, secondo l'autore, la consapevolezza della propria morte e di quella degli altri, consapevolezza che manca sostanzialmente negli altri animali, fatta eccezione per alcune esperienze di etologi non documentate e ambigue; attraverso l'esperienza della morte altrui e il sillogismo che ne deriva, l'uomo comprende come la morte sia un evento che riguarda anche se stesso. Inoltre, un notevole scetticismo traspare nell'opera nei confronti delle religioni e di tutto ciò che hanno causato all'umanità in termini di sofferenza, anche se episodicamente la religione viene apprezzata per la sua capacità di ispirare nell'uomo codici etici elevati e altruismo.
Un altro comportamento in grado di creare una sorta di cortocircuito irrazionale sarebbe la capacità di mentire agli altri e soprattutto a se stessi. L'autore passa in rassegna alcuni comportamenti di animali che mostrano come, al fine di ottenere un vantaggio, essi riescano a mentire al proprio gruppo e perfino a loro stessi. Mainardi chiama in causa anche il cosiddetto "teatrino mentale" (come da lui definito), cioè l'insieme di insight e mappe cognitive le quali, come dimostrato in alcuni esperimenti, sono presenti in forma prototipata anche in alcuni animali e sarebbero l'elemento che, in concomitanza con la coscienza della propria morte e gli altri aspetti umani anzidetti, fornirebbe la base per immaginarsi una vita nell'aldilà.
Altri elementi considerati da Mainardi sono anche le particolari organizzazioni sociali che attribuiscono particolare autorevolezza alle affermazioni di alcuni individui come ad esempio i più anziani di una tribù, e tali tendenze si ritrovano anche nel mondo animale. Altrettanto importante è la ritualità, cioè la capacità di rinforzo delle credenze offerto dai riti, e anche tale elemento si ritrova nel mondo animale.
Nell'opera traspare anche la critica dell'autore nei confronti della tendenza dell'uomo a sentirsi al di sopra oppure addirittura al di fuori dalla natura. Tale sentimento deriverebbe dalla capacità dell'uomo di controllare efficacemente e sfruttare a proprio vantaggio alcuni aspetti della natura.